# Cumberland (Maine)
Cumberland  è un comune degli Stati Uniti d'America nella contea di Cumberland, nello Stato del Maine.